# Myrmecophilus keyi
Myrmecophilus keyi is een rechtvleugelig insect uit de familie mierenkrekels (Myrmecophilidae). De wetenschappelijke naam van deze soort is voor het eerst geldig gepubliceerd in 1975 door Baccetti.